# کوه کمر (بجنورد)
کوه کمر (بجنورد)، روستایی از توابع بخش مرکزی شهرستان بجنورد در استان خراسان شمالی ایران است.

## جمعیت
این روستا در دهستان باباامان قرار دارد و براساس سرشماری مرکز آمار ایران در سال ۱۳۸۵، جمعیت آن ۴۳۴ نفر (۹۲ خانوار) بوده‌است.

## زبان
مردم روستای کوه کمر به زبان کردی حرف می زنند.